# دايا سيتو
دايا سيتو (مواليد 24 مايو 1994) هو سباح ياباني، حصل على الميدالية البرونزية في سباق 400 متر متنوع في أولمبياد 2016.